# Алверња
Алверња (пољ. Alwernia) је град у Пољској у Војводству Малопољском у Повјату хшановском. Према попису становништва из 2011. у граду је живело 3.393 становника. Налази се на реци Регулка.

## Име
Име града потиче од планине Ла Верна (лат. Alvernia) у Тоскани (Италија), отаџбини светог Фрање.

## Историја
Град је настао 1616. године као манастирски метох.
Статус града Алвернија добија 1993. године, али већ од 1845. има градски печат. Аустријске власти су 1903. године Алвернију уписале у регистар градова.
После Првог светског рата Алвернија је добила статус бање.

## Индустрија
У граду је веома развијена хемијска индустрија "Alwernia S.A" (од 1923/1924, која углавном производи једињења фосфора и хрома.

## Становништво
Према прелиминарним подацима са пописа, у граду је 2011. живело 3.393 становника.
| 2002. | 2011. | 2012. |
| ----- | ----- | ----- |
| 3.275 | 3.393 | 3.459 |

## Партнерски градови
- Гаиба
- Еврон